# Bello (Colombia)
Bello è un comune della Colombia facente parte del dipartimento di Antioquia.
Il centro abitato venne fondato da Jerónimo Luis Tejelo nel 1541, mentre l'istituzione del comune è del 1913.